# Tectaria holttumii
Tectaria holttumii är en ormbunkeart som beskrevs av Carl Frederik Albert Christensen. Tectaria holttumii ingår i släktet Tectaria och familjen Tectariaceae. Inga underarter finns listade.